# 1396

## Събития
България пада под османска власт.
В битката при Никопол унгарският крал Сигизмунд и войските му са разгромени от османците.